# Sébastien Bonmalais
Sébastien Bonmalais (* 6. Februar 1998 in Saint-Pierre, Réunion) ist ein französischer Squashspieler.

## Karriere
Sébastien Bonmalais begann seine professionelle Karriere im Jahr 2016 und gewann bislang sieben Turniere auf der PSA World Tour. Seine höchste Platzierung in der Weltrangliste erreichte er mit Rang 23 am 28. Oktober 2024. Bei der Europameisterschaft 2019 erreichte er mit dem Viertelfinale sein bestes Abschneiden. 2020 wurde er französischer Vizemeister. Mit der französischen Nationalmannschaft gelang ihm 2022, 2023 und 2024 der Finaleinzug bei den Europameisterschaften. Bei Weltmeisterschaften gehörte er 2024 zum französischen Kader.

## Erfolge
- Vizeeuropameister mit der Mannschaft: 2022, 2023, 2024
- Gewonnene PSA-Titel: 7
- Französischer Vizemeister: 2020